# Домодоссола
Домодо́ссола (итал. Domodossola) — город и одноимённая коммуна в регионе Пьемонт на севере Италии.
Домодосолла расположен у слияния рек Бонья и Точе в долине Оссола. Город находится у подножия Итальянских Альп. Является железнодорожным узлом, соединяющим через Симплонский тоннель железные дороги Италии и Швейцарии и, через пересадку на железную дорогу Домодосолла-Локарно, обеспечивающим связь западных кантонов с кантоном Тичино.
Покровителями коммуны почитаются святые Гервасий и Протасий, празднование 19 июня.

## История
Домодоссола был главным городом лепонтийцев во времена, когда римляне начали осваивать эти территории в 12 году до н. э.
Во время Второй мировой войны Домодоссола была центром восстания против Германии, когда долина Оссола объявила себя территорией, не подчинявшейся Фашистской Италии. Восстание было подавлено через несколько месяцев, однако город оставался важным символом итальянского Движения Сопротивления до конца войны.

## Главные достопримечательности
- Церковь Святого Гервазиуса и Протасиуса (St. Gervasius and Protasius)
- Палаццо Силва (Palazzo Silva) (XVII век).

Домодосолла известна как место посещения странниками Святой горы Кальварио, которая является одной из семи святых мест Пьемонта и Ломбардии и включена в список Всемирного наследия ЮНЕСКО.

## Экономика
Экономика базируется в основном на индустрии сервиса, обработке камня и машиностроении. В долине Оссола также находятся гидротехнические сооружения.

## Побратимы
- Бриг, Швейцария
- Бусто-Арсицио, Италия

## Галерея

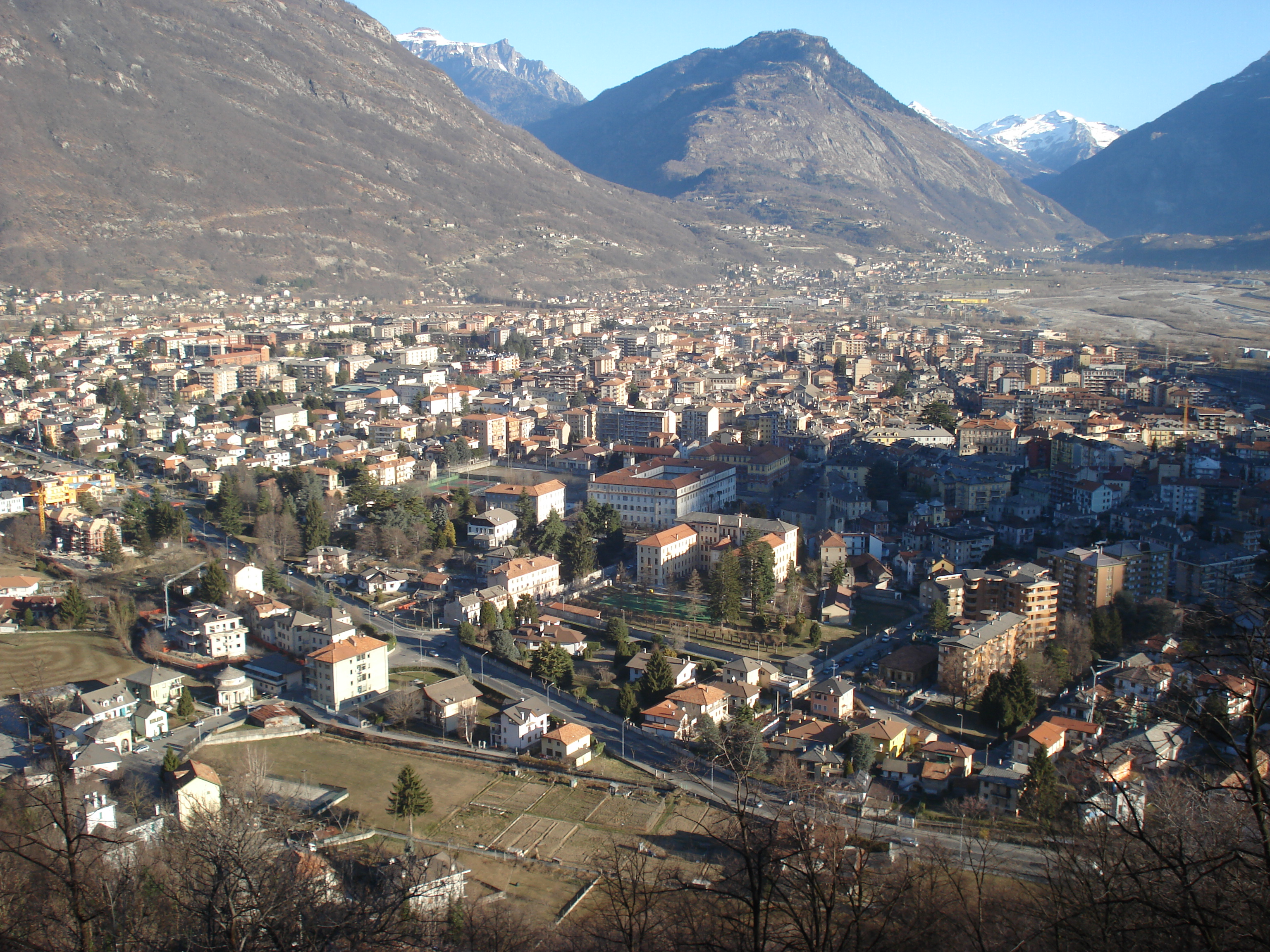
Панорама Домодоссолы
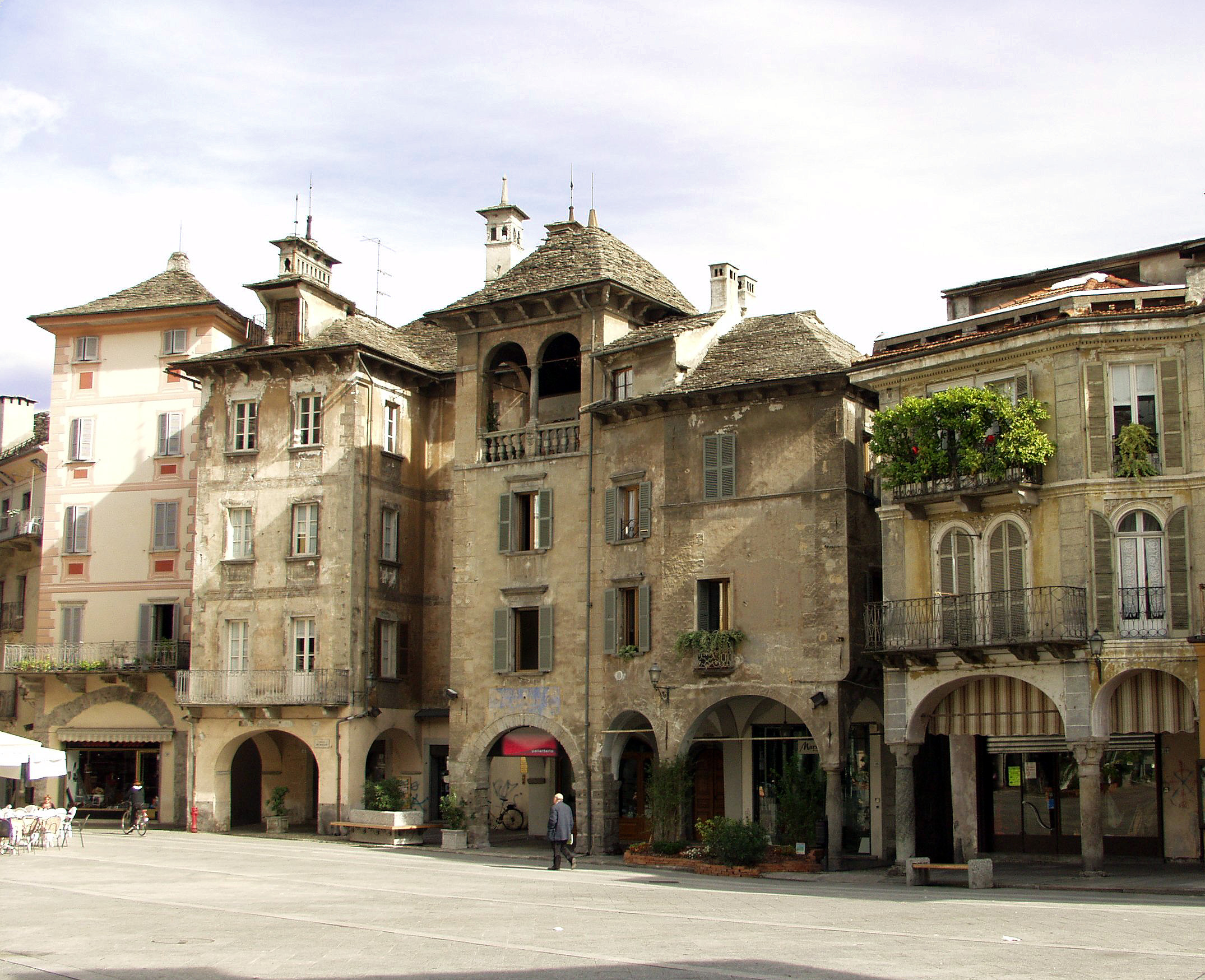
Исторический центр города
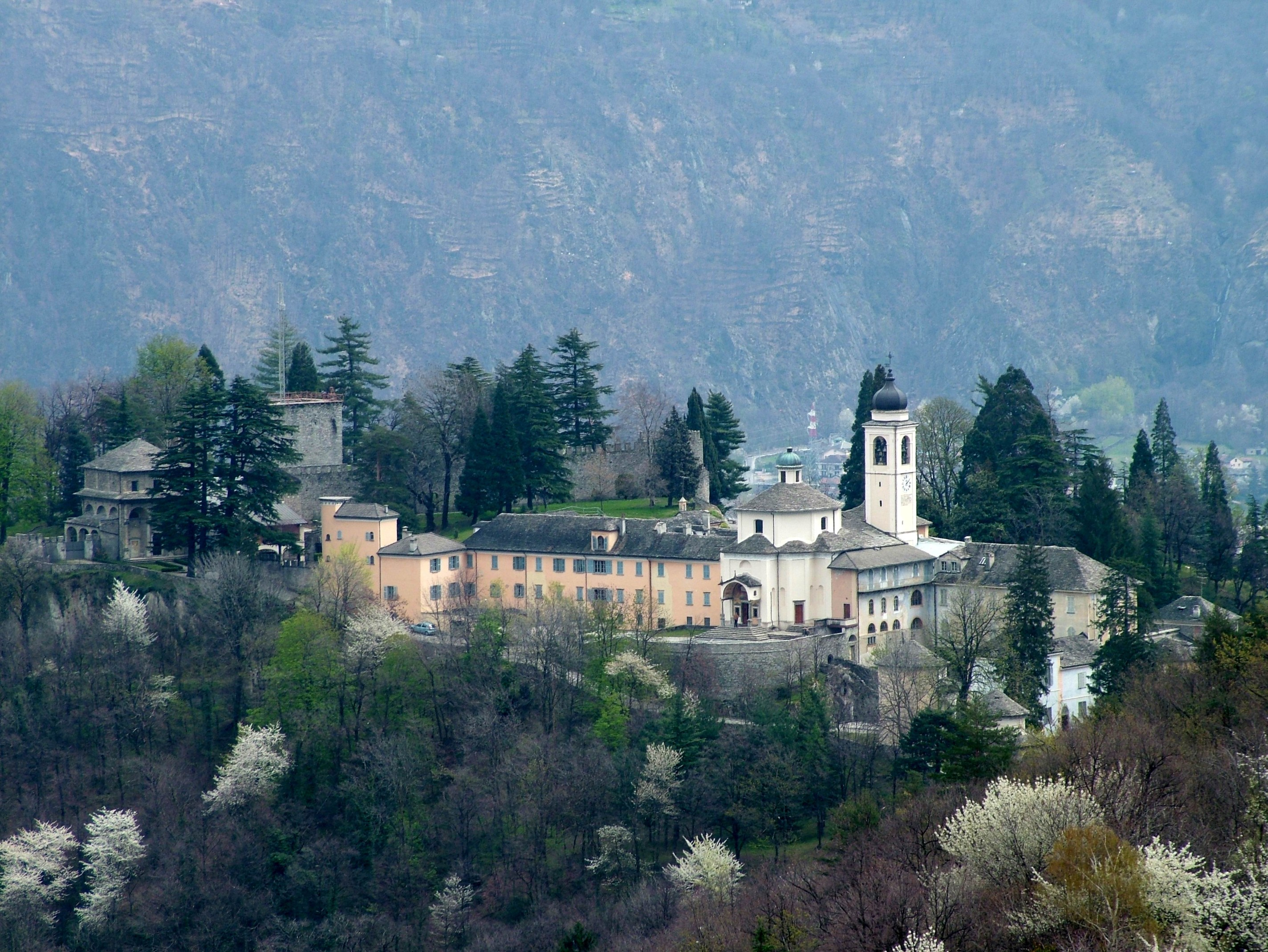
Святая гора Домодосоллы (Кальварио)
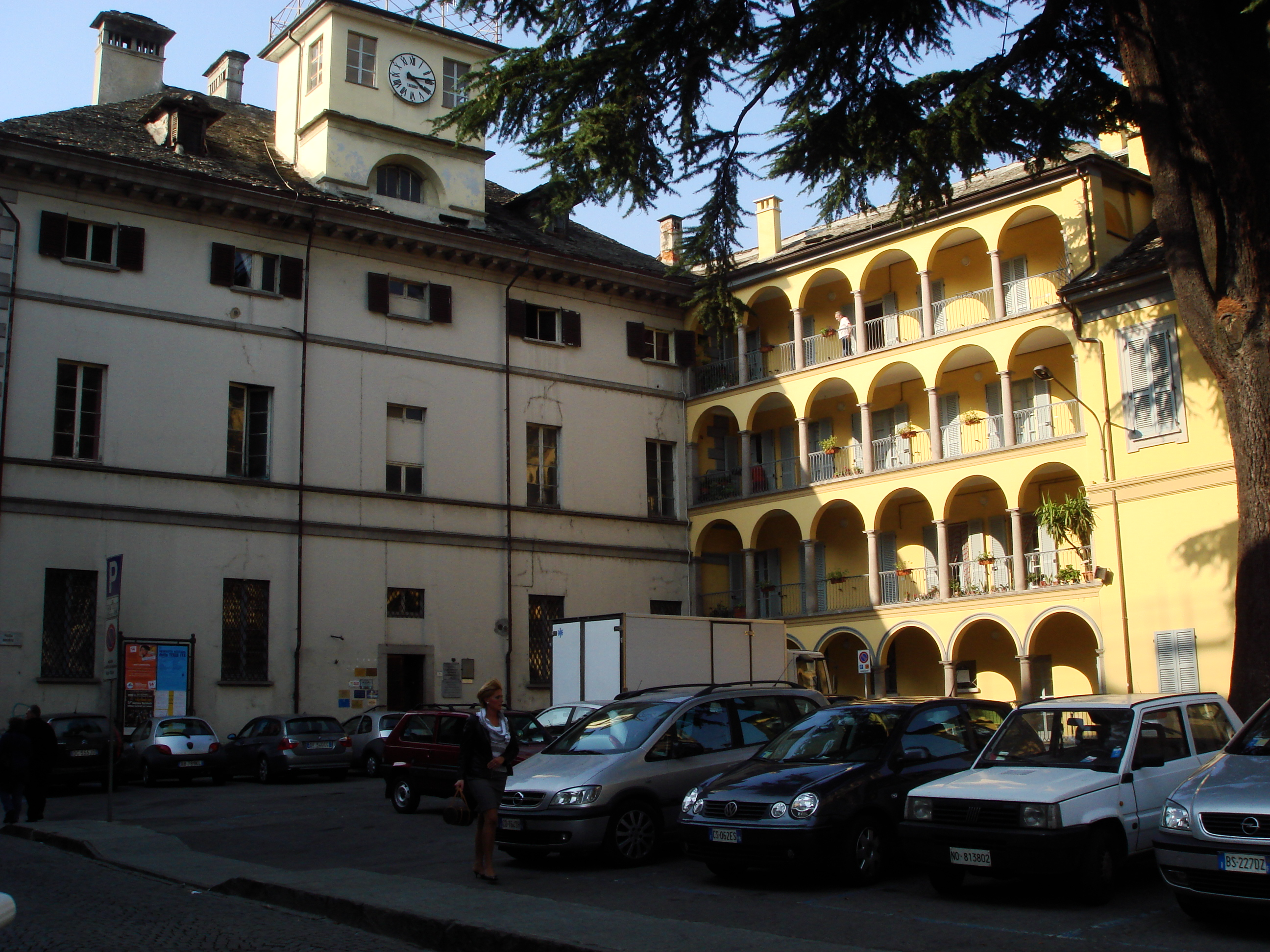
Площадь Роверето в Домодоссоле